# X-O Manowar
X-O Manowar – amerykańska seria komiksowa, stworzona w 1992 przez Jima Shootera i Steve'a Engleharta (scenarzyści) oraz Boba Laytona i Barry'ego Windsor-Smitha (rysownicy). Ukazująca się w formie miesięcznika nakładem wydawnictw: Valiant Comics (1992–1996), Acclaim Comics (1997–1999) i Valiant Entertainment (od 2012), liczy dotąd ponad 160 zeszytów autorstwa różnych autorów. Podzielone są na cykle, z których ten ukazujący się oryginalnie w latach 2017–2019 publikuje po polsku wydawnictwo KBOOM w tomach zbiorczych.

## Fabuła
Aric z Dacji, młody wizygocki wojownik walczący z armią Cesarstwa Rzymskiego, zostaje uprowadzony przez kosmitów. Ucieka z niewoli dzięki scaleniu z potężną zbroją znaną jako X-O Manowar, którą wykrada porywaczom. Po powrocie na Ziemię okazuje się, że Aric utknął we współczesności. Pozbawiony bliskich i zagubiony w obcych czasach, zaszywa się na odległej planecie, gdzie zrzuca zbroję i uprawia rolę z dala od ludzi. Jednak dawni porywacze chcą odzyskać zbroję i wpadają na trop Arica. By się bronić, wojownik znów będzie musiał ją przywdziać.

## Komiksy wydane po polsku
| Tom | Tytuł i rok wydania polskiego | Tytuł i rok wydania oryginalnego | Zawartość                        | Autorzy                                                           |
| --- | ----------------------------- | -------------------------------- | -------------------------------- | ----------------------------------------------------------------- |
| 1   | Żołnierz (2018)               | Soldier (2017)                   | X-O Manowar (2017) zeszyty 1–3   | - Scenariusz: Matt Kindt - Rysunki: Tomas Giorello                |
| 2   | Generał (2019)                | General (2017)                   | X-O Manowar (2017) zeszyty 4–6   | - Scenariusz: Matt Kindt - Rysunki: Doug Braithwaite              |
| 3   | Cesarz (2020)                 | Emperor (2018)                   | X-O Manowar (2017) zeszyty 7–10  | - Scenariusz: Matt Kindt - Rysunki: Clayton Craine, Renato Guedes |
| 4   | Wizygota (2020)               | Visigoth (2018)                  | X-O Manowar (2017) zeszyty 11–14 | - Scenariusz: Matt Kindt - Rysunki: Ryan Bodenheim                |